# Force expéditionnaire conjointe britannique
La Force expéditionnaire conjointe britannique (Joint Expeditionary Force ou JEF en anglais) est un corps expéditionnaire dont le Royaume-Uni est le chef de file et qui englobe des participants de Danemark, Finlande, Estonie, Islande, Lettonie, Lituanie, Pays-Bas, Suède et Norvège. Les membres de cette force sont aussi membres de l'OTAN.

## Histoire

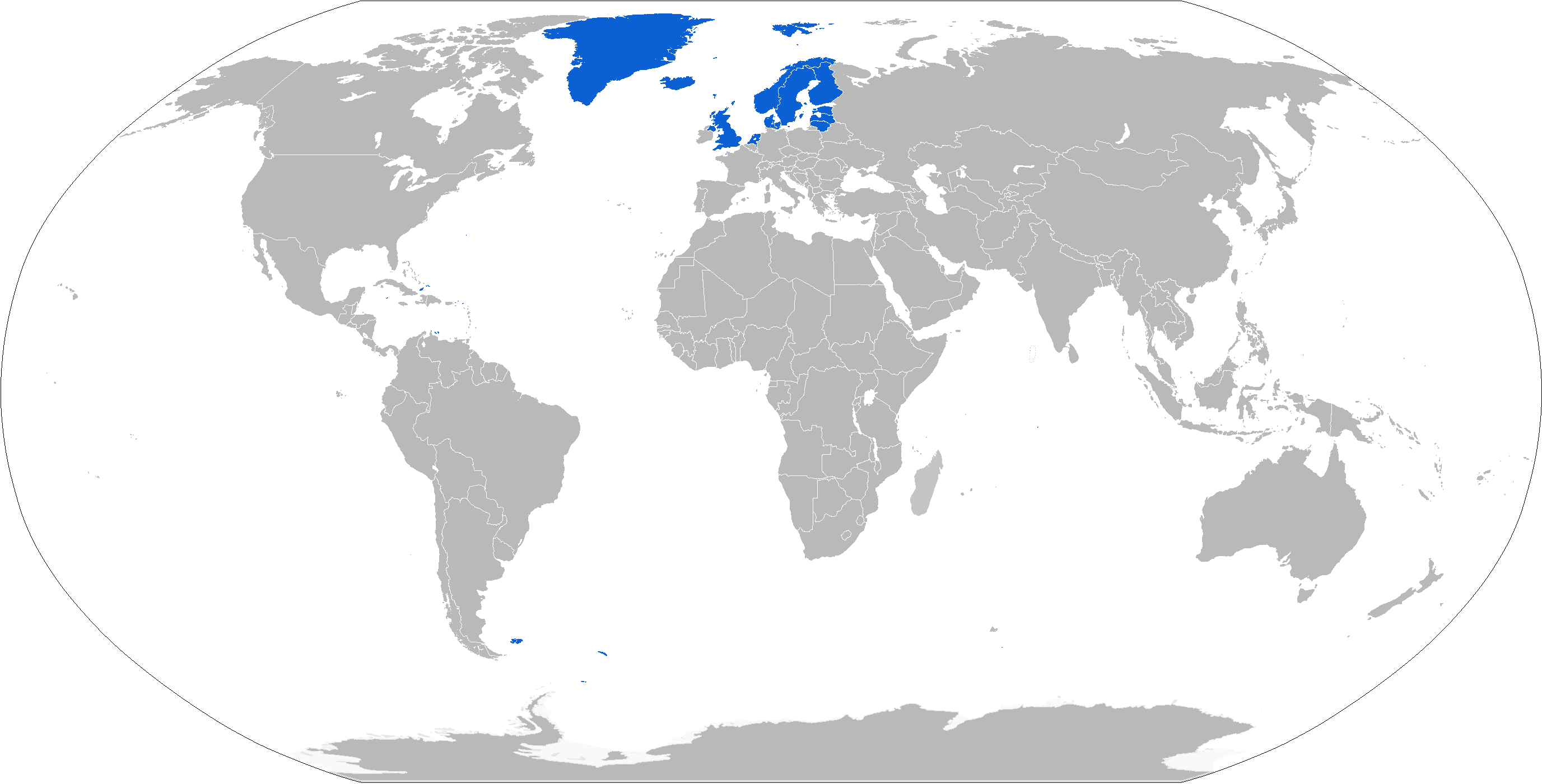
Carte des membres de la JEF

### Création
La JEF a été conçue en 2012 par le général Sir David Richards, devenu plus tard chef d'état major des armées britannique. La JEF est né de la Force de Réaction Rapide Conjointe (ou Joint Rapid Reaction Force (en)) qui a disparu en raison de la concentration du Royaume-Uni sur les opérations en Afghanistan et en Irak. La JEF a été publiquement lancée par une lettre d'intention, en tant qu'initiative de l'OTAN au sommet de 2014. L'Allemagne, le Royaume-Uni et l'Italie devaient agir en tant que nations-cadres pour des groupes d'Alliés se réunissant pour travailler à l'échelle multinationale pour le développement conjoint des forces et des capacités requises par l'OTAN. 
Les éléments britanniques de la JEF sont principalement des équipements et personnels de la Royal Navy, des Royal Marines, de la British Army et de la Royal Air Force. La JEF a été conçue pour fournir un niveau d'intégration plus élevé qu'auparavant, en particulier lorsqu'ils sont combinés avec les forces armées d'autres nations.
En septembre 2014, le Secrétaire d'État à la Défense, Michael Fallon a annoncé la signature d'une lettre d'intention entre le Danemark, la Lettonie, La Lituanie, l'Estonie, les Pays-Bas, la Norvège et le Royaume-Uni pour rendre la JEF opérationnelle avant 2018.
Début octobre 2015, le Ministre suédois de la Défense, Peter Hultqvist précise qu'il n'est pas exclu que la Suède rejoigne la JEF, même s'il n'existe pas de processus qui le permette en ce moment. Le Ministre suédois de la Défense a été convoqué par le parlement suédois afin de confirmer si le gouvernement a entrepris des discussions formelles entreprises pour rejoindre la JEF sans en informer le parlement. Le 22 juin 2017 le gouvernement suédois confirme que la Suède rejoint la JEF.
Le 30 novembre 2015, 7 pays forment la JEF autour du Royaume-Uni : Danemark, Lituanie, Estonie, Lettonie, Pays-Bas et Norvège. 
En 2017 la Finlande et la Suède rejoignent la JEF. 
Le 28 juin 2018, un protocole d'accord complet a été signé entre huit pays partenaires de la JEF.

### Participations
Lors de la crise ukrainienne de 2022, Boris Johnson réunit les 9 pays membres afin de coordonner leur action et dissuader la Russie de toute nouvelle agression.

### Traduction
- (en) Cet article est partiellement ou en totalité issu de l’article de Wikipédia en anglais intitulé « UK Joint Expeditionary Force » (voir la liste des auteurs).